# Kyllinga pachystyla
Kyllinga pachystyla là loài thực vật có hoa trong họ Cói. Loài này được Kük. mô tả khoa học đầu tiên năm 1911.